# Parasit (film)
Parasit (koreanska: 기생충; hanja: 寄生蟲; RR: Gisaengchung) är en sydkoreansk drama-komedifilm från 2019 regisserad av Bong Joon-ho som även skrivit manus tillsammans med Han Jin-won. Distributör i Sverige är TriArt Film. Filmen, med Sverigepremiär 20 december 2019, är en avancerad kombination av komedi, thriller, satir och skräck. Berättelsen följer en familj från enkla förhållanden som på ett utstuderat sätt nästlar sig in i en förmögen familjs liv genom anställningar, förfalskningar och påhittade personliga relationer.

## Handling
Filmen skildrar familjen Kim, som består av fadern Ki-taek, modern Chung-sook, dottern Ki-jeong och sonen Ki-woo. De bor i en liten källarlägenhet (en banjiha), har lågbetalda jobb och lever ett nödtorftigt liv. En dag får familjen en lyckosten som gåva av Min-hyuk, en vän till Ki-woo och en universitetsstudent, som sägs utlova rikedomar till dess ägare. Då Min-hyuk kommer lämna Sydkorea och studera utomlands erbjuder han Ki-woo att ta över hans jobb som privatlärare till den välbärgade familjen Parks dotter, Da-hye. Ki-woo låtsas vara en universitetsstudent och blir anställd av fru Park, som beslutar att kalla honom för "Kevin".
Därefter börjar familjen Kim nästla sig in i familjen Parks hem genom att rekommendera varandras tjänster, och låtsas vara oberoende arbetare med spetskompetens. Ki-woo undervisar och blir kär i Da-hye. Ki-jeong spelar som "Jessica", en bildterapeut som anställs av familjen Park för att ta hand om familjens rastlöse son Da-Song. Ki-jeong sätter dit herr Parks oskyldige chaufför Yoon för att ha haft sex i familjens bil efter att hon har lagt sina trosor i tjänstebilen, och Ki-taek anställs för att ersätta honom. Slutligen tar Chung-sook över som familjen Parks hushållerska, efter att familjen Kim utnyttjar den gamla hushållerskan Moon-gwangs allergiska reaktion mot persikor, och övertygar herr Park om att hon lider av tuberkulos.
När familjen Park lämnar sin villa för att åka på en campingresa, passar familjen Kim på att sova över i deras hus och leva som rika. Plötsligt återvänder Moon-gwang och talar om att hon har glömt något i husets källare. Där avslöjar hon för Chung-sook en dold ingång till en underjordisk bunker, som byggdes av husets arkitekt och tidigare ägare. Det visar sig att Moon-gwangs make, Geun-sae, under en lång tid har bott under huset, i hemlighet innan familjen Park flyttade in i huset, för att gömma sig från lånehajar. Moon-gwang ber Chung-sook att ge Geun-sae mat och låta honom bo kvar i bunkern, men hon vägrar. Men när sanningen om familjen Kim uppenbarar sig av misstag, hotar Moon-gwang med att avslöja deras hemlighet för familjen Park ifall de skulle avslöja hennes egen.
På grund av ett stormoväder återvänder familjen Park från sin campingresa tidigare än förväntat, och familjen Kim blir tvungna att städa upp huset snabbt, samtidigt som ett bråk bryter ut mellan Moon-gwang, Geun-sae och familjen Kim. Familjen övermannar Geun-sae och Moon-gwang och låser in dem i bunkern; Moon-gwang får ett dödligt sår i huvudet efter att hon blir nedsparkad till bunkern. När Chung-sook serverar middag till fru Park avslöjar denne att Da-Song hade en traumatisk upplevelse för några år sedan, när han fick syn på ett "spöke" (Guen-sae) som kom från källaren. Resten av familjen Kim gömmer sig i huset, och får höra herr Parks nonchalanta kommentar om att Ki-taek luktar konstigt. De lyckas på natten smyga sig ut från Parks hus och återvänder till deras lägenhet, som på grund av stormregnet blir helt översvämmat, vilket tvingar dem att sova i en gymnastiksal ihop med andra översvämningsoffer.
Nästa dag beslutar fru Park att ordna en födelsedagsfest för Da-Song. Hon bjuder in Ki-jeong och Ki-woo, medan Ki-taek och Chung-sook måste hjälpa henne. Mitt under festen går Ki-woo ner till bunkern med lyckostenen för att möta Geun-sae. Han attackeras av Geun-sae, som slår ner honom med stenen och flyr från bunkern. För att ge hämnd på Moon-gwang tar Geun-sae en kökskniv och sticker Ki-jeong mitt framför de förskräckta gästerna. Da-Song får ett traumainducerat epilepsianfall när han får syn på Geun-sae, och en strid bryter ut, som slutar med att Chung-sook dödar Geun-sae med ett grillspett. Medan Ki-taek försöker hjälpa Ki-jeong beordrar herr Park honom att köra Da-Song till sjukhuset. Under tumultet får Ki-taek syn på herr Parks äcklade reaktion på Geun-saes lukt från bunkern. Han tar tag i kökskniven och dödar herr Park innan han flyr från platsen.
Några veckor senare återhämtar sig Ki-woo och vaknar upp efter en hjärnoperation. Han och Chung-sook blir fällda för bedrägeri och döms till villkorlig dom. Ki-jeong har avlidit av sin knivskada och Ki-taek, som är efterlyst för mordet på herr Park, är försvunnen. Geun-saes motiv för attacken förblir ett mysterium för allmänheten. Ki-woo rekar på Parks hus, som nu har sålts, och får syn på ett meddelande i morsealfabet från de flimrande lamporna. Meddelandet kommer från Ki-taek, som visar sig ha flytt till bunkern och som nu överlever där genom att sno mat från de nya husägarna. Ki-woo bor fortfarande kvar i källarlägenheten med sin mamma. Han skriver ett brev till Ki-taek, som han är oförmögen att skicka, och lovar att han en dag kommer att tjäna tillräckligt med pengar för att kunna köpa huset och befria sin far.

## Rollista
- Song Kang-ho – Kim Ki-taek, fadern i familjen Kim
- Lee Sun-kyun – Park Dong-ik, fadern i familjen Park
- Cho Yeo-jeong – Choi Yeon-gyo, modern i familjen Park
- Choi Woo-shik – Kim Ki-woo, sonen i familjen Kim
- Park So-dam – Kim Ki-jeong, dottern i familjen Kim
- Lee Jung-eun – Gook Moon-gwang, familjen Parks hushållerska
- Jang Hye-jin – Kim Chung-sook, modern i familjen Kim
- Park Myung-hoon – Oh Geun-sae, Moon-gwangs make
- Jung Ji-so – Park Da-hye, dottern i familjen Park
- Jung Hyeon-jun – Park Da-song, sonen i familjen Park
- Park Geun-rok – Yoon, chauffören
- Park Seo-joon – Min-hyuk, kompis till Ki-woo[12]

## Utmärkelser
Parasit belönades med Guldpalmen 2019 vid filmfestivalen i Cannes, vilket är den första gången som en sydkoreansk film vinner priset. Filmen är den allra första icke-engelskspråkiga som tilldelats en Oscar för bästa film och fick dessutom vid Oscarsgalan 2020 statyetter för bästa internationella långfilm, bästa regi och bästa originalmanus av totalt sex nomineringar. Den nominerades även för bästa scenografi och bästa klippning men förlorade mot Once Upon a Time in Hollywood respektive Le Mans '66.
Vid ett publikt framträdande på Broadmoor World Arena i Colorado Springs den 20 februari 2020 kritiserade president Trump Oscarskommittén för att ha gett utmärkelsen bästa film till Parasit för att filmen kommer från Sydkorea.

## Produktutveckling
Det tillkännagavs i januari 2020 att HBO har för avsikt att göra en TV-serie baserad på filmen tillsammans med regissören.